# Тиморадза
Тиморадза (слч. Timoradza) насељено је мјесто са административним статусом сеоске општине (слч. obec) у округу Бановце на Бебрави, у Тренчинском крају, Словачка Република.

## Становништво
| Година:    | 1994. | 2004.   | 2014.   | 2024.   |
| ---------- | ----- | ------- | ------- | ------- |
| Број људи: | 523   | 507     | 529     | 481     |
| Разлика:   |       | -3,05 % | +4,33 % | -9,07 % |

| Година:    | 2023. | 2024.   |
| ---------- | ----- | ------- |
| Број људи: | 483   | 481     |
| Разлика:   |       | -0,41 % |

Према подацима о броју становника из 2011. године насеље је имало 518 становника.